# Christian Zacharias Koch
Christian Zacharias Koch (* 17. Jahrhundert, wahrscheinlich in oder bei Clausthal; † 18. Jahrhundert, wahrscheinlich in oder bei Straßberg) war ein Bergdirektor in Straßberg. Er hatte in der ersten Hälfte des 18. Jahrhunderts entscheidenden Einfluss auf die Entwicklung des Straßberger Bergbaus und seiner Wasserwirtschaft. Unter seiner Leitung entstanden weite Teile des Unterharzer Teich- und Grabensystems.

## Leben und Wirken

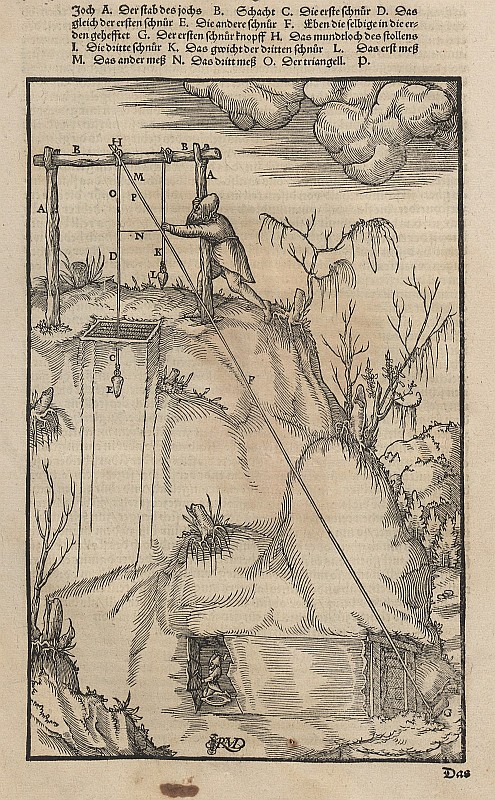
Markscheider bei der Vermessung eines Schachtes

Koch war ab 1687 Markscheider in Clausthal, wo er für den dortigen Bergbau Vermessungs- und Kartierungsarbeiten durchführte. Unter anderem wurde ab 1699 der Neue Rehberger Graben entsprechend seinen Vermessungen gebaut. Er war als Markscheider Lehrer von Bernhard Ripking. 1708 reiste er nach Sachsen und Böhmen, wonach er einen Bericht über den dortigen Teichbau verfasste.
1712 übernahm Koch den Posten des Bergwerksdirektors in Straßberg. Dort führte er das Werk von Georg Christoff von Utterodt fort und entwickelte Bergbau und Wasserwirtschaft im Stil des Oberharzer Bergbaus weiter. In die Ära Koch fällt die Blütezeit des Straßberger Silberbergbaus.
Die unter von Utterodt vor 1712 auf 60 m abgeteufte Grube Glückauf (ehem. Vertrau auf Gott) wurde unter Koch ausgebaut und erreichte als erste Grube im Unterharz mit 216 m eine Teufe von über 200 Meter. 1713 ließ er die ersten beiden Hochöfen in der Silberindustrie errichten. Die unter der Führung Kochs eingeführten Verbesserungen der Abbau- und Hüttentechnik fanden weltweite Beachtung.
Unter seiner Leitung entstanden u. a. die beiden größten Teiche des Unterharz mit zusammen etwa 800.000 m³ Stauvolumen, der Glasebacher Teich im Jahr 1716 und der Frankenteich 1724. Er ließ den Schindelbrücher Kunstgraben in das Einzugsgebiet der Flüsse Lude und Thyra verlängern. Wegen des Widerstandes der Stolberger Bürger wurde zunächst auch ohne gräfliche Genehmigung gebaut und der Graben von 1726 bis 1736 bis auf die Ludenrösche, das Verbindungsstück zum Schindelbrücher Kunstgraben fertiggestellt. Die Rösche wurde erst 1745 aufgefahren, womit dann das Unterharzer Teich- und Grabensystem vollendet wurde.
Koch engagierte sich auch im Sozialbereich. Er ließ ein Waisenhaus bauen und unterstützte die Angehörigen verunglückter Bergleute. Zudem betrieb er die Schulung von Bergleuten durch die Gründung einer Bergschule, schaffte die 12-Stunden-Schicht ab und führte die 8-Stunden-Schicht ein.
Seine Arbeit beendete er im Jahr 1755, womit auch die bedeutendste Betriebsphase des Straßberger Silbererzbergbaus endete. Im selben Jahr übergab er das Manuskript seines Werkes Bergwerks-Tractätchen – handelt von mächtigen Gängen, ... an die Grafen zu Stolberg Christian Ludewig und Friedrich Bodo, über dessen Verbleib nichts bekannt ist. Wahrscheinlich handelt es sich dabei um eine Überarbeitung seiner aus dem Jahr 1740 stammenden Schrift Bergwerks-Haushalt zu Straßberg. Im Jahr 1810 erschien ein von Johann Gottfried Keßler herausgegebener und kommentierter Auswahlband des Werkes. Im Intelligenzblatt der Jenaischen Allgemeinen Literatur-Zeitung wird der Band als durch die Art der Bearbeitung in seinem Wert erheblich geschmälert bezeichnet.
Koch galt als uneigennützig arbeitend und traf mit seinen neuen Ideen mitunter auf wenig Verständnis. Er hinterließ eine Tochter, die nach dem Tod des Vaters in Armut lebte, bis ihr Fürst Albrecht zu Anhalt-Bernburg eine Leibrente genehmigte.

## Sonstiges
Der Kochsberg, eine kleine Erhebung im Straßberger Stadtgebiet, wurde nach Christian Zacharias Koch benannt. Der Langen-Luden-Breitensteiner Graben wurde, auf Keßlers Vorschlag hin, auch Kochs-Graben genannt.

## Werke
- Christian Zacharias Koch: Vom Bergwerks Haushalt zu Strassberg. Im Auszuge und mit Anmerkungen herausgegeben von Johann Gottfried Keßler. 1. Auflage. Hendel, Halle 1810.
- Christian Zacharias Koch: Des Markscheider Kochs Bericht auf diejenigen Punkte, welche ihm auf seiner ins Sächßische Erzgebirge gethanen Reise zu darüber einzuziehender Erkundigung mit gegeben worden (= Nachrichten und Beschreibungen von Sächsischen Bergwerken, wie auch Bergbaukunst überhaupt). 1. Auflage. [Freiberg] 1708 (als Handschrift erhalten).